# Дэниелс, Бен
Бен Дэ́ниелс (англ. Ben Daniels; род. 10 июня 1964) — английский актёр. Лауреат премии Лоренса Оливье и номинант на премию «Тони».

## Ранние годы
Дэниелс родился в Нанитоне, графство Уорикшир. Его отец был инженером компании Rolls-Royce Motors, потом работал бакалейщиком, а мать владела магазином детской одежды. Будущий актёр посещал государственную общеобразовательную школу Manor Park School в Нанитоне, в 1982 поступил в Колледж Стратфорд-апон-Эйвона. Там он два года изучал театральное искусство и английскую литературу, после чего окончил Лондонскую академию музыкального и драматического искусства.

## Карьера
Американской публике Бен Дэниелс впервые стал известен по своему появлению в драматическом фильме «Красота» (1996).
В фильме «Doom» (2005), экранизации одноимённой игры, Дэниелс сыграл капрала морской пехоты Эрика Фантома, более известного как «Грешник». Своё прозвище он получил за то, что вырезал у себя на руках кресты ножом каждый раз, совершая грех.
Играл главные роли в телесериалах «Плоть и кости» (2015) и «Изгоняющий дьявола» (2016—2017). В последнем его персонажем был священник Маркус Кин.
Исполнил роль лётчика-генерала повстанческого Альянса Энтока Меррика в фантастическом боевике «Изгой-один. Звёздные войны: Истории» (2016).

## Личная жизнь
Дэниелс — гей. С 1993 года он состоял в отношениях с актёром Иэном Гелдером (до момента смерти последнего).

## Фильмография
| Год       |     | Русское название                    | Оригинальное название                     | Роль                            |
| --------- | --- | ----------------------------------- | ----------------------------------------- | ------------------------------- |
| 1987      | ф   | Хочу, чтобы ты был здесь            | Wish You Were Here                        | Полицейский                     |
| 1991      | ф   | Забытый язык журавлей               | The Lost Language of Cranes               | Робин                           |
| 1992      | ф   | Мост                                | The Bridge                                | Роджерс                         |
| 1993      | кор |                                     | Rwendo                                    | Марти                           |
| 1994      | тф  | Ромео и Джульета                    | Romeo & Juliet                            | Меркуцио                        |
| 1996      | ф   | Красота                             | Beautiful Thing                           | Тони                            |
| 1998      | ф   | Страсть в пустыне                   | Passion in the Desert                     | Августин Робер                  |
| 1998      | с   | Безмолвный свидетель                | Silent Witness                            | Оуэн Джонсон                    |
| 1998      | ф   | Мэделин                             | Madeline                                  | Леопольд                        |
| 1999      | ф   | Фанни и Элвис                       | Fanny and Elvis                           | Эндрю                           |
| 2005      | ф   | Британик                            | Britannic                                 | старпом Таунсенд                |
| 2001      | ф   | Заговор                             | Conspiracy                                | Доктор Йозеф Бюлер              |
| 2004      | с   | Мисс Марпл Агаты Кристи             | Agatha Christie's Marple                  | Альфред Крэкенторп              |
| 2005      | ф   | Doom                                | Doom                                      | Капрал Эрик «Грешник» Фантом    |
| 2008      | с   | Чуть свет — в Кэндлфорд             | Lark Rise to Candleford                   | Раштон                          |
| 2009—2010 | с   | Закон и порядок: Лондон             | Law & Order: UK                           | Джеймс Стил                     |
| 2013      | ф   | Джек — покоритель великанов         | Jack the Giant Slayer                     | Фамм                            |
| 2013      | ф   | Лок                                 | Locke                                     | Гарет                           |
| 2013      | с   | Дамское счастье                     | The Paradise                              | Том Уэстон                      |
| 2013—2014 | с   | Карточный домик                     | House of Cards                            | Адам Гэллоуэй                   |
| 2015      | с   | Плоть и кости                       | Flesh and Bone                            | Пол Грейсон                     |
| 2016—2017 | с   | Изгоняющий дьявола                  | The Exorcist                              | Отец Маркус Кин                 |
| 2016      | с   | Пустая корона: Война роз            | The Hollow Crown                          | Герцог Бекингем                 |
| 2016      | ф   | Изгой-один. Звёздные войны: Истории | Rogue One: A Star Wars Story              | Генерал повстанцев Энток Меррик |
| 2016      | ф   | Исключение                          | The Exception                             | Сигурд фон Ильземан             |
| 2017      | мс  | Симпсоны                            | The Simpsons                              | ирландский священник (озвучка)  |
| 2019      | ф   | Битва за Землю                      | Captive State                             | Дэниел                          |
| 2019      | с   | Корона                              | The Crown                                 | Энтони Армстронг-Джонс          |
| 2021      | с   | Наследие Юпитера                    | Jupiter's Legacy                          | Уолтер Сэмпсон                  |
| 2021      | ф   | Благословление                      | Benediction                               | доктор Риверс                   |
| 2023      | с   | Основание                           | Foundation                                | Бел Риоз                        |
| 2024      | с   | Интервью с вампиром                 | Interview with the Vampire                | Сантьяго                        |
| 2024      | с   | Властелин колец: Кольца власти      | The Lord of the Rings: The Rings of Power | Кирдан Корабел                  |